# フロッピーキューブ

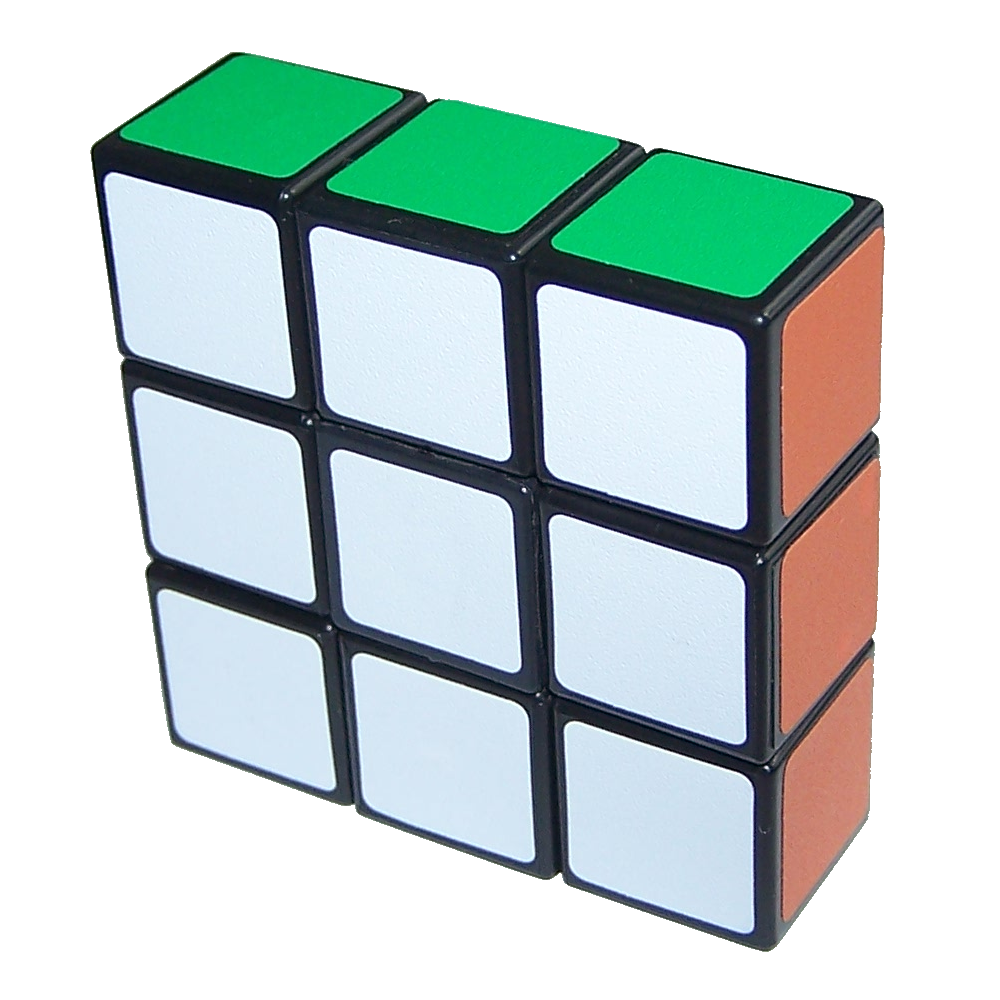
初期状態

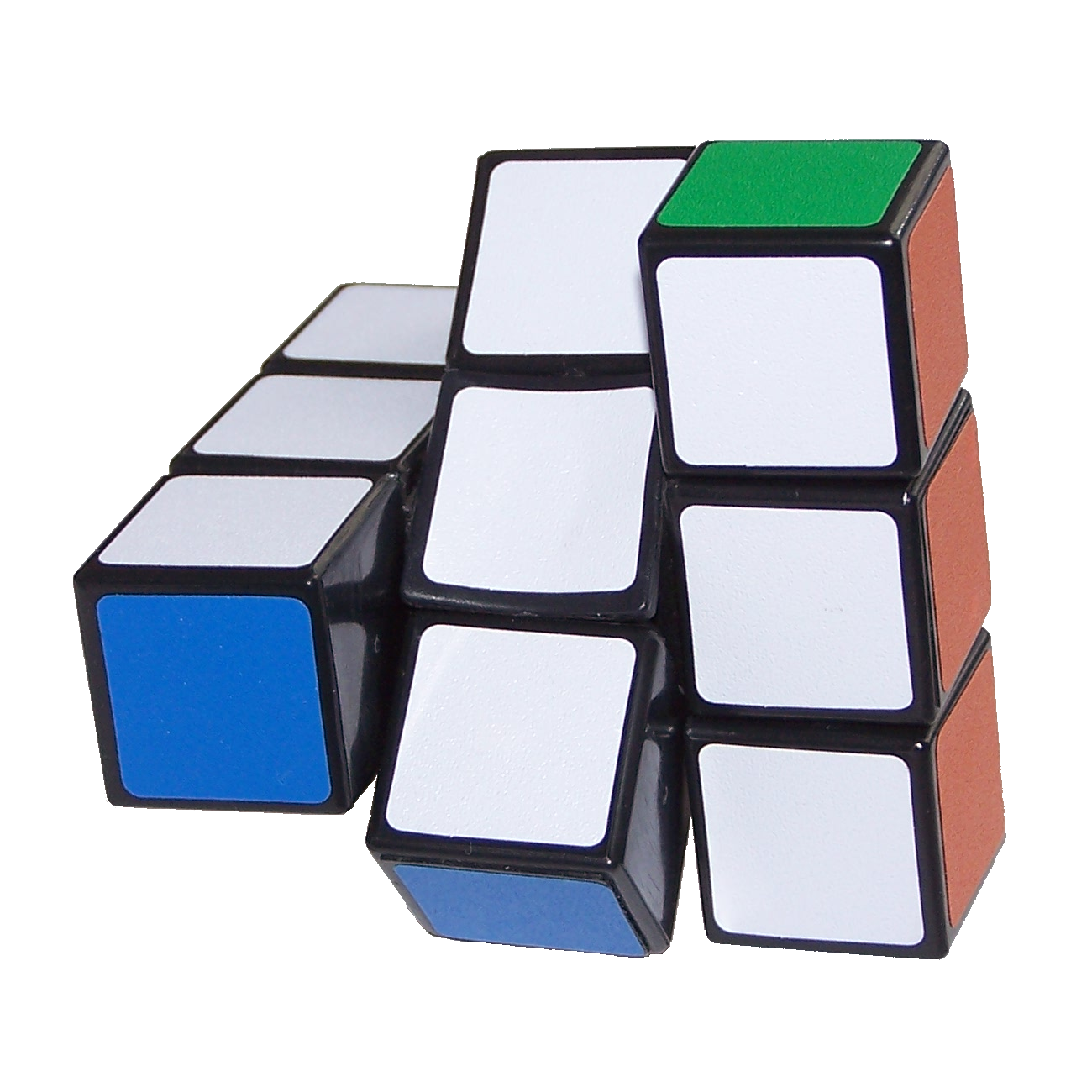
回転の様子

フロッピーキューブは、岡本勝彦の考案による立体パズルである。ルービックキューブの系統に属するメカニカルパズルである。
「キューブ」という名前が付いているが、形状は立方体ではなく 1×3×3 の直方体である。

## 歴史
ルービックキューブ発表後、何人かの人物はこれの2次元版を考えているが、実際に回転する機構を考案した人はいなかった。
岡本はこの作品を2006年かそれ以前に作成した。この作品は2006年のパズルデザインコンペティションに出品され、First Prize を獲得している。
2009年に幻冬舎エデュケーションより商品化されている。
2009年のパズルデザインコンペティションに、同一の作者による発展型である「スーパーフロッピーキューブ」が出品された。これは2010年5月に「スクランブルキューブ」の名称で同じく幻冬舎エデュケーションより商品化されている。
2010年12月1日、「Floppy Cube [cushion] Christmas Edition」が個数限定販売された。「クッション」の名前通り、フロッピーキューブのエッジ部分を斜めに切り落とし、表裏を赤と緑に塗り分けたもの。側面の色がないため、パリティが変化しており、通常のフロッピーキューブではありえない配置が出現することがある。

## 特徴
難易度を考えた場合、水平方向の回転がないためルービックキューブより簡単である。実際、ルービックキューブを水平回転ができないように固定することでフロッピーキューブと同等のパズルを作れる。
フロッピーキューブが評価された点の一つはその形状である。ルービックキューブに比べ厚みがないため、回転時に端のキューブが中心部から離れてしまう。これをうまく保持する機構の存在が、このキューブの価値を高めている。